# Chung-si
Císař Chung-si (čínsky pchin-jinem Hóngxī, znaky 洪熙; 16. srpna 1378 – 29. května 1425) vlastním jménem Ču Kao-čch' (čínsky pchin-jinem Zhū Gāochì, znaky 朱高熾) vládl v letech 1424–1425 mingské Číně jako čtvrtý císař dynastie Ming. Byl synem císaře Jung-leho. Na trůn nastoupil po smrti otce, vládl však pouze necelý rok. Po převzetí vlády s novým rokem vyhlásil éru „Nesmírné záře“, Chung-si. Název éry je používán i jako jméno císaře.
Ču Kao-čch’ se narodil 16. srpna 1378 jako nejstarší syn Ču Tiho, čtvrtého syna císaře Chung-wu. Ču Ti se smrti Chung-wua v občanské válce porazil císaře Ťien-wena a roku 1402 se zmocnil trůnu jako císař Jung-le. Svému nejstaršímu synovi poskytl nejlepší možné vzdělání v konfuciánském duchu. Ču Kao-čch’ úřadoval jako regent v Nankingu nebo Pekingu během válečných tažení svého otce.
Jakmile se Ču Kao-čch’ stal císařem, zrušil Čeng Cheovy zámořské výpravy, zastavil též výměnu čaje za koně s asijskými národy, stejně jako výpravy za zlatem a perlami do Jün-nanu a Vietnamu. Rehabilitoval úředníky postižené za minulé vlády a reorganizoval administrativu, přičemž klíčová místa obsadili jeho důvěrníci. Posílil autoritu velkého sekretariátu, který byl nejvyšším vládním orgánem. Opustil nepopulární militaristickou politiku svého otce. Upravil dosavadní finanční a daňovou politiku, zrušil mnohé povinné dodávky, podporoval návrat rolníků, kteří opustili své domovy, především na dolním toku Jang-c’-ťiang. Jeho konfuciánský idealismus byl cítit ve stylu vlády po následující století.
Rozhodl o vrácení hlavního města do Nankingu. Ale o měsíc později, v květnu 1425, zemřel, pravděpodobně na srdeční infarkt. Jeho šestadvacetiletý syn Ču Čan-ťi převzal vládu a pokračoval v liberální politice svého otce, která tak měla trvalý dosah.

## Knížecí syn, korunní princ
Ču Kao-čch’ se narodil 16. srpna 1378 jako nejstarší syn Ču Tiho, čtvrtého syna císaře Chung-wu a knížete z Jen, a jeho hlavní manželky, paní Sü. Dostal obvyklé vojenské i konfuciánské vzdělání. Měl špatné zdraví a chabou fyzickou kondici, proto se věnoval především knihám a diskuzím s učiteli. Vynikl ve sportu vznešených – lukostřelbě. Jeho děd byl potěšen jeho literárními a administrativními dovednostmi, nicméně jeho otec si více vážil svých mladších synů, tíhnoucích k vojenskému životu. Ču Kao-čch’ se zatím obklopoval učenci, jako byli Jang Š’-čchi, Jang Žung, Jang Pchu a Chuang Chuaj.
Ču Ti po smrti Chung-wua roku 1398 v občanské válce (kampaň ťing-nan) porazil císaře Ťien-wena a roku 1402 se zmocnil trůnu jako císař Jung-le. Ču Kao-čch’ zatím spravoval otcovo území, zatímco ten s mladšími syny bojoval v občanské válce. Při obležení Pekingu koncem roku 1399 prokázal své organizační a vojenské dovednosti, když s desetitisícem vojáků ubránil město proti mnohem silnější armádě Li Ťing-lunga. Za obranu Pekingu vyslovil Jung-le Ču Kao-čch’ovi své uznání, nicméně se i nadále více shlížel ve svých vojáčtějších mladších synech.
V květnu 1404 ho otec, po výzvách Sie Ťina a Chuang Chuaje, jmenoval následníkem trůnu. Během Jung-leho nepřítomnosti v hlavním městě, vesměs kvůli tažením do Mongolska, spravoval s pověřenými ministry a velkými sekretáři říši. V nepřítomnosti otce se pod vlivem velkých sekretářů a ministrů jeho politika částečně odchýlila od otcovy. Potýkal se přitom s nepřátelstvím mladších bratrů, Ču Kao-süa a Ču Kao-sueje. V září 1414 po návratu Jung-leho z Mongolska Ču Kao-sü obvinil Ču Kao-čch’a z porušení povinností, císař potrestal jeho rádce, Jang Pchua a velké sekretáře Chuang Chuaje a Jang Š’-čchiho, uvězněním nebo odvoláním z funkcí. Ču Kao-sü sice přestal být nebezpečný po roce 1417, kdy byl odsunut do Šan-tungu, ale vztahy s otcem už zůstaly narušené. Ču Kao-čch’ ani poté k bratru nechoval hněv a po nástupu na trůn mu zvedl příjem a udělil jeho synům tituly.

## Nástup na trůn
Jung-le zemřel 12. srpna 1424 při návratu z pátého mongolského tažení. Ču Kao-čch’ formálně nastoupil na trůn 7. září 1424, vyhlásil amnestii a od nového roku 1425 éru Chung-si, pod jejímž jménem je znám. Už několik dní předtím zajistil bezpečnost v metropoli, poslal eunucha Wang Kuej-tchunga (známého dříve jako Wang Ťing-chung) do Nankingu ve funkci vojenského velitele Nankingu (čen-šou, doslova „velký obránce“) a propustil z vězení zatčené ministry, Sia Jüan-ťiho (vězněného od dubna 1422) a Wu Čunga. Brzy po převzetí vlády (8. září) se Sia Jüan-ťi vrátil na místo ministra daní, současně se do ministerské funkce vrátil i Wu Čung.
Reorganizace velkého sekretariátu proběhla 9. září. Byli do něj jmenováni Chuang Chuaj a Jang Pchu, věznění od roku 1414; zůstali v něm Jang Š’-čchi (povýšený do čela sekretářů), Jang Žung (dosud první velký sekretář) a Ťin Jou-c’. Sekretáři obdrželi vysoké hodnosti náměstků ministrů, čímž jejich formální status vzrostl v souladu s jejich reálným vlivem. Později získali vyšší první hodnost a nadpočetný titul ministra (Jang Š’-čchi války, Jang Žung práce a Chuang Chuaj daní), což jim umožnilo přímo zasahovat do vládních záležitostí. Císař se sekretáři a ministry těsně spolupracoval, na zasedáních je vyzýval k otevřenému posouzení záležitostí. K rozhodnutím se dospívalo v kolektivní diskuzi, což vedlo k rušení Jung-leho nepopulárních programů.
Dne 29. října povýšil svou první manželku paní Čang na císařovnu (od roku 1435 do své smrti 1442 za nedospělého vnuka vládla jako regentka ve spolupráci s velkými sekretáři). O tři dny později jmenoval svého nejstaršího syna Ču Čan-ťiho korunním princem a ostatní syny knížaty. Také zvýšil příjmy členů císařského rodu, přičemž potvrdil jejich vyloučení ze státních záležitostí.

## Reformy státní správy
Císař reformoval státní správu. Do konce roku 1424 byli propuštěni nadbyteční neschopní a přestárlí úředníci, zatímco úspěšní stoupali výše. Kontroloři se rozjeli po říši vyšetřovat zneužití moci a korupci a vyhledávat schopné kandidáty na uvolněná úřední místa. Velcí sekretáři Jang Š’-čchi, Jang Žung a Ťin Jou-c’ a ministr státní správy Ťien I dostali 18. října 1424 právo důvěrně informovat císaře, zjistí-li přestupky jiných úředníků. Koncem roku toto privilegium získal i Sia Jüan-ťi. Zkorumpovaný Liou Kuan však zůstal v čele kontrolního úřadu a jeho úřad zůstal neočištěn.
Podporována byla konfuciánská morálka. V únoru 1425 byl Čeng Che jmenován velkým obráncem Nankingu, obecně však byli eunuchové drženi zkrátka. Změny se dotkly i úřednických zkoušek – u nich měli výraznou převahu uchazeči z jižních provincií, převyšujících sever počtem obyvatel i úrovní vzdělanosti. Císař proto rozhodl, že u metropolitních zkoušek bude 40 % úspěšných kandidátů ze severu, aby zvýšil zastoupení seveřanů ve státní správě. Tuto politiku zachovávali i jeho nástupci a byla převzata i dynastií Čching.

## Vnitřní a zahraniční politika
Chung-si se snažil napravit justiční přehmaty minulé vlády. Řada případů byla znovu posouzena, koncem roku 1424 byly rodiny úředníků popravených za věrnost Ťien-wenovi rehabilitovány a dostaly zpět zabavený majetek. Císař zrušil i některé vlastní rozsudky, s tím, že byly vyneseny v hněvu bez ohledu na okolnosti.
Cílem jeho ekonomické politiky bylo snižování daňové zátěže obyvatelstva, za Jung-leho výrazně narostlé kvůli nákladům na zahraniční politiku. V den nástupu na trůn zrušil dálkové zámořské plavby, pozastavené několik let předtím, výměnu čaje za koně na západních a severních hranicích a mimořádnou těžbu dřeva v Jün-nanu a Ťiao-č’. Jeho vláda vyzývala tuláky a bezdomovce k návratu domů a usazení. Mnoho lidí totiž opustilo své domovy pod tlakem vysokých státních odvodů a požadavků Jung-leho vlády. Navrátilcům Chung-si zaručil dvouleté odpuštění daní a pracovní povinnosti. Do Ťiang-nanu (kde byly útěky z půdy zvláště časté) vyslal zvláštní vyšetřující komisi v čele s Čou Kanem. Na základě její zprávy Chung-siho nástupce Süan-te tamním poplatníkům odpustil daňové nedoplatky a snížil daně.
Oblasti zasažené kalamitami osvobozoval od daní a organizoval rozdělování potravin ze státních zásob. Dávky a odvody vymáhané na obyvatelstvu v takových případech snížil, mimořádné odvody dřeva, zlata a stříbra rušil. Kritizoval úředníky, pokud projevovali v pomoci obyvatelstvu nedostatečnou aktivitu.
Chung-si upustil od pochodů do Mongolska a konsolidoval pozice říše v zahraničí. Zrušil dálkové plavby, nicméně pokračovaly běžné zahraniční styky, např. se středoasijskými státy. Válka ve Vietnamu byla hlavní vojenský problém Chung-siho vlády. Z Vietnamu odvolal Chuang Fua (od roku 1407 stál v čele civilní správy i kontrolního úřadu provincie) a nahradil ho Čchien Č’em, hrabětem Žungem z Čchang, ale vojsko nebylo posíleno a vietnamské povstání pokračovalo. Historikové odvolání Chuang Fua hodnotí negativně a označují za hlavní příčinu mingské porážky, měl totiž velké zkušenosti a byl v provincii respektován.
Měsíc před smrtí se Chung-si rozhodl pro radikální krok – vrácení hlavního města do Nankingu. Návrat prosazoval především Sia Jüan-ťi a další vysocí úředníci, z finančních důvodů. Císař sám se cítil v Nankingu pohodlněji než na severu. Dne 16. dubna 1425 přejmenoval pekinské úřady na „vedlejší“ (sing-caj) a od dva týdny později vyslal do Nankingu následníka Ču Čan-ťiho. Vlastní přesun se však neuskutečnil, protože císař zemřel a jeho nástupce, těsněji spojený s politikou Jung-leho a nesdílející Chung-siho nesouhlas se severní orientací vládní politiky, plán zrušil.

## Smrt a památka
Chung-si náhle zemřel v Pekingu 29. května 1425, nejspíše na srdeční mrtvici, nepřekvapivou vzhledem k jeho obezitě a potížím s chůzí. Dostal posmrtné jméno Čao-ti (昭帝, „Význačný císař“; Čao-ti je zkrácené posmrtné jméno, plné má 19 znaků a neužívá se) a chrámové jméno Žen-cung (仁宗, „Humánní předek“). Jeho hrobka Sien-ling, jedna z mingských císařských hrobek u Pekingu byla postavena v jednoduchém strohém stylu, charakterizujíce tak i způsob jeho vlády.
Císař měl deset synů a sedm dcer, devět synů a čtyři dcery dosáhly dospělosti. Nejstarší syn a od listopadu 1424 následník trůnu Ču Čan-ťi byl synem císařovny Čang, po smrti Chung-siho nastoupil jako císař Süan-te.
Hlavním Chung-siho cílem bylo zrušení těch aktivit Jung-leho vlády, které vnímal jako nesprávné a nekonfuciánské; chtěl ustavit vzornou konfuciánskou vládu s morálně bezchybným císařem v čele, následovaným moudrými a přímými ministry. I přesun hlavního města do Nankingu byl zřetelnou demonstrací rozchodu s expanzívní politikou Jung-leho, která věnovala velkou pozornost severní hranici.
I po Chung-siho smrti jím vybraní velcí sekretáři a ministři stále ovládali říši, zprvu jako rádci a ministři jeho syna Süan-tea, později pod vedením jeho vdovy, císařovny Čang, dokud v první polovině 40. let 15. století postupně nezemřeli. V důsledku brzké smrti nemohl realizovat své cíle úplně a konfuciánsky vychovaní úředníci nezvítězili nad ostatními skupinami mingských elit úplně; nebyli schopni zlikvidovat samostatné podniky eunuchů a zastavit růst jejich počtu za Süan-teho a je nástupců. Nikdo z císařů se také už nechtěl vrátit na jih do Nankingu, i když formálně byla politika návratu opuštěna až roku 1441. Zůstali však dominující vrstvou mingské vlády, řídící běžné záležitosti státu, až do konce říše Ming. A tak duch jeho vlády, prodchnutý konfuciánskými ideály, přetrvával. Umírněný císař, obklopený vzdělanými ministry, cítící s lidem, zůstal vzorem pro následující generace.
Čínští historikové, sdílející s úřednickou vrstvou konfuciánské hodnoty, oceňovali Chung-siho jako příkladného vládce, který konsolidoval říši, když zrušil nákladné a nepopulární programy předešlé vlády. Kritizován byl za občasnou impulsívnost, když nepřiměřeně tvrdě trestal úředníky vzbudivší jeho nelibost, byl však schopen své chyby uznat a omluvit se za ně. Jeho chyby byly vyváženy jeho lidskostí a upřímnou snahou o prosazování veřejného zájmu.

## Potomci
| Příjmení (titul) matky     | #   | Jméno                 | Narození – úmrtí                              | Posmrtné jméno | Titul                 | Udělení titulu |
| -------------------------- | --- | --------------------- | --------------------------------------------- | -------------- | --------------------- | -------------- |
| ∞ císařovna Čang           | 1.  | Ču Čan-ťi (朱瞻基)    | 1399–1435                                     | Čang-ti        | korunní princ         | 1424           |
| ∞ císařovna Čang           | 1.  | Ču Čan-ťi (朱瞻基)    | Po smrti Chung-siho vládl jako císař Süan-te. |                |                       |                |
| ∞ císařovna Čang           | 3.  | Ču Čan-jung (朱瞻墉)  | 1405–1439                                     | Ťing (靖)      | kníže z Jüe (越王)    | 1424           |
| ∞ císařovna Čang           | 5.  | Ču Čan-šan (朱瞻墡)   | 1406–1478                                     | Sien (憲)      | kníže ze Siang (襄王) | 1424           |
| ∞ Li (Sien-fej)            | 2.  | Ču Čan-jün (朱瞻埈)   | 1404–1466                                     | Ťing (靖)      | kníže z Čeng (鄭王)   | 1424           |
| ∞ Li (Sien-fej)            | 4.  | Ču Čan-jin (朱瞻垠)   | 1406–1421                                     | Sien (獻)      | kníže z Čchi (蘄王)   | 1422           |
| ∞ Li (Sien-fej)            | 7.  | Ču Čan-jü (朱瞻墺)    | 1409–1446                                     | Ťing (靖)      | kníže z Chuaj (淮王)  | 1424           |
| ∞ Čang (Šun-fej)           | 6.  | Ču Čan-kang (朱瞻堈)  | ?–1453                                        | Sien (憲)      | kníže z Ťing (荊王)   | 1424           |
| ∞ Kuo (Kung-su kchuej-fej) | 8.  | Ču Čan-kchaj (朱瞻塏) | 1409–1425                                     | Chuaj (懷)     | kníže z Tcheng (滕王) | 1424           |
| ∞ Kuo (Kung-su kchuej-fej) | 9.  | Ču Čan-ťi (朱瞻垍)    | 1411–1441                                     | Čuang (莊)     | kníže z Liang (梁王)  | 1424           |
| ∞ Kuo (Kung-su kchuej-fej) | 10. | Ču Čan-jen (朱瞻埏)   | 1417–1439                                     | Kung (恭)      | kníže z Wej (衛王)    | 1424           |

| Příjmení (titul) matky | #  | Titul                           | Narození – úmrtí | Sňatek            | Manžel            |
| ---------------------- | -- | ------------------------------- | ---------------- | ----------------- | ----------------- |
| ∞ císařovna Čang       | 1. | princezna Ťia-sing (嘉興公主)   | 1409–1439        | 1428              | Ťing Jüan (井源)  |
| ∞ Čao (Chuej-fej)      | 2. | princezna Čching-tou (慶都公主) | 1409–1440        | 1428              | Ťiao Ťing (焦敬)  |
|                        | 3. | princezna Čching-che (清河公主) | ?–1433           | 1429              | Li Ming (李銘)    |
|                        | 4. | princezna Te-an (德安公主)      |                  | zemřela v dětství | zemřela v dětství |
|                        | 5. | princezna Jen-pching (延平公主) |                  | zemřela v dětství | zemřela v dětství |
|                        | 6. | princezna Te-čching (德慶公主)  |                  | zemřela v dětství | zemřela v dětství |
| ∞ Li (Sien-fej)        | 7. | princezna Čen-ting (真定公主)   | ?–1450           | 1429              | Wang I (王誼)     |